# Mys Rog (Enderbyland)
Mys Rog (Transkription von russisch Мыс Рог ‚Kap Horn‘) ist ein Kap an der Küste des ostantarktischen Enderbylands. Es liegt 10 km östlich der russischen Molodjoschnaja-Station am Ufer der Alaschejewbucht.
Russische Wissenschaftler benannten es.